# Félix Álvarez Palleiro
Félix Álvarez Palleiro, né le 26 mai 1966, est un homme politique espagnol membre de Ciudadanos.
Il est élu député de la circonscription de Cantabrie lors des élections générales de juin 2016.

## Biographie

### Vie privée
Il est le père de deux filles qu'il a eu avec deux femmes différentes.

### Parcours audiovisuel
Il obtient une qualification de technicien spécialisé en informatique de gestion après avoir suivi une formation professionnelle de deux ans. Il commence des études de sciences entrepreneuriales à l'université de Cantabrie mais abandonne dès la première année. Il travaille alors comme professeur d'informatique, vendeur de voitures et hôtelier.
En 1995, il gagne un concours de blagues diffusé sur la chaine Antena 3. L'année suivante, il est invité à collaborer avec le programme De los buenos, el mejor puis participe à un magazine humoristique retraçant l'actualité du Racing de Santander. En 1998, il est choisi comme présentateur de la section information en continu de la chaine Telecinco. Il tourne plusieurs films avant d'être nommé vice-président du Racing de Santander en janvier 2014. Il démissionne un mois plus tard du fait de désaccords dans la manière de gérer le club.

### Député au Congrès
Inscrit à Ciudadanos dans le courant de l'année 2015, il est choisi par la direction nationale du parti pour conduire la liste dans la circonscription de Cantabrie à l'occasion des élections générales anticipées de juin 2016, en remplacement du polémique médecin Carlos Pracht,. Il annonce alors « être séduit par le moment historique du pays et pouvoir être protagoniste du changement ». Obtenant le soutien de 48 626 voix et 14,4 % des suffrages exprimés, il remporte un des cinq mandats en jeu et se retrouve élu au Congrès des députés. Deuxième secrétaire de la commission des Droits de l'enfance et de l'adolescence, il est porte-parole de son groupe à la commission de la Culture et du Sport.